# 黒部広生
黒部 広生（くろべ ひろき、1857年12月28日（安政4年11月13日）- 1913年（大正2年）4月22日）は、日本の海軍軍人、戦艦三笠の造船総監。

## 略歴
- 安政4年（1857年）11月13日 生
- 明治18年（1885年）3月16日 海軍省御用掛／主船局勤務（機関課僚）
- 明治18年（1885年）4月9日 海軍省御用掛／主船局勤務（機関課僚）／東京大学御用掛
- 明治18年（1885年）11月5日 海軍省御用掛／主船局勤務（機関課僚）／東京大学御用掛／海軍兵学校勤務
- 明治19年（1886年）1月31日 海軍省御用掛／主船局勤務（機関課僚）／東京大学御用掛
- 明治19年（1886年）2月12日 海軍権少匠司
- 明治19年（1886年）2月13日 海軍省艦政局機関課僚／海軍兵学校勤務
- 明治19年（1886年）3月27日 海軍省艦政局機関課
- 明治19年（1886年）5月8日 海軍技師（四等） 海軍省艦政局機関課／海軍兵学校勤務
- 明治19年（1886年）6月19日 海軍省艦政局機関課
- 明治19年（1886年）11月9日 海軍大技士
- 明治19年（1886年）11月11日 海軍省艦政局機関課僚
- 明治20年（1887年）10月28日 連合王国出張被仰付
- 明治23年（1890年）9月17日 海軍少技監 英仏独国出張被仰付
- 明治23年（1890年）10月28日 造船監督官[1]
- 明治24年（1891年）6月4日 命帰朝
- 明治24年（1891年）8月16日 海軍省第二局第二課次長
- 明治26年（1893年）5月20日 横須賀鎮守府造船部造機科長
- 明治27年（1894年）12月5日 旅順口根拠地隊工作部長
- 明治29年（1896年）1月15日 横須賀鎮守府造船部造機科長
- 明治29年（1896年）4月1日 海軍造船少監
- 明治30年（1897年）3月24日 造船監督官
- 明治30年（1897年）3月25日 連合王国出張被仰付
- 明治30年（1897年）4月1日 海軍造船大監
- 明治34年（1901年）1月23日 命帰朝
- 明治34年（1901年）5月31日 横須賀海軍造船廠長／造機科長
- 明治34年（1901年）10月25日 横須賀海軍造船廠長
- 明治36年（1903年）11月10日 横須賀海軍工廠造機部長
- 明治37年（1904年）9月1日 海軍造船総監
- 明治41年（1908年）3月6日 海軍艦政本部出仕（四部）[2]
- 明治41年（1908年）8月28日 待命被仰付
- 明治42年（1909年）8月27日 予備役被仰付
- 大正2年（1913年）4月22日 歿 （55）墓所は東京都港区の光明寺。

## 栄典・授章・授賞
位階
- 1886年（明治19年）7月8日 - 正七位[3]
- 1891年（明治24年）12月16日 - 従六位[4]
- 1897年（明治30年）3月1日 - 正六位[5]
- 1898年（明治31年）3月8日 - 従五位[6]
- 1903年（明治36年）4月20日 - 正五位[7]
- 1908年（明治41年）5月11日 - 従四位[8]
- 1909年（明治42年）9月20日 - 正四位[9]

勲章等
- 1899年（明治32年）11月10日 - 勲五等瑞宝章[10]
- 1905年（明治38年）5月30日 - 勲四等瑞宝章[11]